# 基洛夫工廠站
基洛夫工厂站（羅馬化：Kirovsky zavod）是圣彼得堡地铁的其中一个车站，以附近的基洛夫工厂得名。1955年11月15日通车。
2011年12月15日，基洛夫工厂站受到文化遗产保护。